# Міагра меланезійська
Міа́гра меланезійська (Myiagra caledonica) — вид горобцеподібних птахів родини монархових (Monarchidae). Мешкає на островах Меланезії.

## Опис
Довжина птаха становить 13-14 см, вага 10-12 г. Виду притаманний статевий диморфізм.

## Підвиди
Виділяють п'ять підвидів:
- M. c. caledonica Bonaparte, 1857 — Нова Каледонія;
- M. c. viridinitens Gray, GR, 1859 — острови Луайоте;
- M. c. melanura Gray, GR, 1860 — південні острови Вануату;
- M. c. marinae Salomonsen, 1934 — північні і центральні острови Вануату;
- M. c. occidentalis Mayr, 1931 — острів Реннелл (Соломонові Острови).

## Поширення і екологія
Меланезійські міагри мешкають на Соломонових Островах, Вануату та на Новій Каледонії. Вони живуть в рівнинних тропічних лісах, в мангрових лісах і на плантаціях.